# 卡斯特罗铁拉德瓦尔马德里加尔
卡斯特罗铁拉德瓦尔马德里加尔，是西班牙卡斯蒂利亚-莱昂莱昂省的一个市镇。 总面积24平方公里，总人口154人（001年），人口密度6人/平方公里。